# 이토 스케노리
이토 스케노리(일본어: 伊東 祐慶)는 이토 스케타케의 적장자이며, 오비번의 2대 번주이고 휴가 이토가(伊東氏)의 12대 당주이다. 자녀는 스케히사(祐久), 스케토요(祐豊) 등을 두었다. 다른 이름으론 구마타로(熊太郎)·스케노리(祐典)·사쿄로(左京亮)가 있으며, 관위는 종5위하(従五位下), 슈리다이부(修理大夫)이다.
- 출생 : 덴쇼 17년 6월 13일(1589년 7월 25일)
- 사망 : 간에이 13년 4월 4일(1636년 5월 8일)

센고쿠 다이묘로 저명한 이토 요시스케의 손자이며 동시에 증손자이다(어머니가 자신의 사촌).
1600년(게이초 5년) 세키가하라 전투가 일어났을 때 아버지 스케타케는 오사카에서 중병으로 누워있었기 때문에, 아버지를 대신하여 군세를 이끌고 휴가국(日向国)에선 유일하게 동군측에 가세했다. 서군·다카하시 모토타케(高橋元種) 소유의 성인 미야자키 성(宮崎城) 등을 공격해 군공을 세웠지만 다카하시 씨가 세키가하라 전투 이전 동군으로 돌아서 있었던 까닭에 이 공적은 무효가 된다. 다만 구로다 조스이의 군사(軍使)가 파견되어 있었기 때문에 전후 도쿠가와 이에야스에게서 영토의 유지를 보장받는다.
같은 해 아버지 스케타카가 오사카에서 병사함에 따라 가독을 이어 당주가 되었다. 일반적으로 스케타카가 당주일 때 영지를 인정받았기 때문에 스케타카를 오비번의 초대 당주라고 하지만, 실질적으로는 스케노리가 초대당주이다.
| 전임 이토 스케타케 | 제2대 오비번 번주 (휴가 이토 가문) 1600년 - 1636년 | 후임 이토 스케히사 |